# Metropolia Bouaké
Metropolia Bouaké – jedna z 4 metropolii kościoła rzymskokatolickiego w Wybrzeżu Kości Słoniowej. Została ustanowiona 19 grudnia 1994. Na terenie metropolii znajduje się największy kościół świata – Bazylika Matki Bożej Królowej Pokoju w Jamusukro.

## Diecezje
- Archidiecezja Bouaké
  - Diecezja Abengourou
  - Diecezja Bondoukou
  - Diecezja Jamusukro

## Metropolici
- Vital Komenan Yao (1994-2006)
- Paul-Siméon Ahouanan Djro (od 2006)